# Alex Antônio de Melo Santos
Alex Antônio de Melo Santos, hay đơn giản Alex (sinh ngày 16 tháng 4 năm 1983), là một tiền vệ bóng đá người Brasil. Gần đây anh thi đấu cho Kamatamare Sanuki ở J2 League.

## Sự nghiệp thi đấu
Vào tháng 6 năm 2012, Alex gia nhập Tokushima Vortis theo dạng cho mượn từ Kashima Antlers. Vụ chuyển nhượng sau đó thành vĩnh viễn, khi Alex ký vào bản hợp đồng mới với Tokushima.

## Thống kê sự nghiệp câu lạc bộ
Cập nhật đến ngày 23 tháng 2 năm 2018.
| Câu lạc bộ        | Mùa giải | Giải vô địch | Giải vô địch | Cúp Hoàng đế Nhật Bản | Cúp Hoàng đế Nhật Bản | J. League Cup | J. League Cup | AFC     | AFC       | Tổng cộng | Tổng cộng |
| Câu lạc bộ        | Mùa giải | Số trận      | Bàn thắng    | Số trận               | Bàn thắng             | Số trận       | Bàn thắng     | Số trận | Bàn thắng | Số trận   | Bàn thắng |
| ----------------- | -------- | ------------ | ------------ | --------------------- | --------------------- | ------------- | ------------- | ------- | --------- | --------- | --------- |
| Kawasaki Frontale | 2002     | 20           | 1            | 3                     | 2                     | –             | –             | –       | –         | 23        | 3         |
| Avispa Fukuoka    | 2003     | 40           | 2            | 3                     | 0                     | –             | –             | –       | –         | 43        | 2         |
| Avispa Fukuoka    | 2004     | 36           | 4            | 2                     | 1                     | –             | –             | –       | –         | 38        | 5         |
| Avispa Fukuoka    | 2005     | 35           | 4            | 0                     | 0                     | –             | –             | –       | –         | 35        | 4         |
| Avispa Fukuoka    | 2006     | 30           | 2            | 0                     | 0                     | 2             | 1             | –       | –         | 32        | 3         |
| Avispa Fukuoka    | 2007     | 45           | 26           | 2                     | 1                     | –             | –             | –       | –         | 47        | 27        |
| Kashiwa Reysol    | 2008     | 28           | 5            | 5                     | 0                     | 4             | 1             | –       | –         | 37        | 6         |
| JEF United Chiba  | 2009     | 22           | 0            | 1                     | 0                     | 3             | 0             | –       | –         | 26        | 0         |
| JEF United Chiba  | 2010     | 33           | 7            | 0                     | 0                     | –             | –             | –       | –         | 33        | 7         |
| Kashima Antlers   | 2011     | 30           | 1            | 2                     | 0                     | 3             | 0             | 5       | 0         | 35        | 1         |
| Kashima Antlers   | 2012     | 5            | 0            | –                     | –                     | 2             | 0             | –       | –         | 7         | 0         |
| Tokushima Vortis  | 2012     | 14           | 3            | 2                     | 1                     | –             | –             | –       | –         | 16        | 4         |
| Tokushima Vortis  | 2013     | 32           | 1            | 1                     | 0                     | –             | –             | –       | –         | 33        | 1         |
| Tokushima Vortis  | 2014     | 33           | 1            | 1                     | 0                     | 3             | 0             | –       | –         | 37        | 1         |
| Tokushima Vortis  | 2015     | 26           | 1            | 1                     | 0                     | –             | –             | –       | –         | 27        | 1         |
| Tokushima Vortis  | 2016     | 17           | 1            | 1                     | 0                     | –             | –             | –       | –         | 18        | 1         |
| Kamatamare Sanuki | 2017     | 18           | 0            | 0                     | 0                     | –             | –             | –       | –         | 18        | 0         |
| Tổng              | Tổng     | 448          | 59           | 24                    | 5                     | 17            | 2             | 5       | 0         | 492       | 66        |

## Đời sống cá nhân
Anh trai sinh đôi của anh, Alan cũng là một cầu thủ bóng đá thi đấu cho Fujieda MYFC ở Giải bóng đá Nhật Bản.